# 273ª Squadriglia
La 273ª Squadriglia fu un reparto attivo nel Corpo Aeronautico del Regio Esercito (Prima guerra mondiale).

## Storia
Nel dicembre 1917 alla Sezione FBA del Porto di Livorno arrivano 5 FBA Type H per 2 piloti.
Opera da uno zatterone che il 18 dicembre affonda e deve aspettare un pontile ed un hangar al molo mediceo.
Nella primavera 1918 ci sono 4 FBA ed il 7 luglio un FBA attacca un sommergibile visto in emersione.
In estate inoltrata va nella nuova sede ed il 4 novembre aveva 6 FBA.
Nel conflitto ha svolto 533 missioni e dopo la guerra viene sciolta diventando un deposito di aerei.